# Xã South Seward, Quận Stafford, Kansas
Xã South Seward (tiếng Anh: South Seward Township) là một xã thuộc quận Stafford, tiểu bang Kansas, Hoa Kỳ. Năm 2010, dân số của xã này là 46 người.